# 勇者鬥惡龍 創世小玩家 阿雷夫加爾德復興記
《勇者斗恶龙 建造者 来复兴阿雷夫加德》是一款由史克威尔艾尼克斯开发并发行的动作角色扮演电子游戏，对应PlayStation 4、PlayStation 3、PlayStation Vita、任天堂Switch、Android和iOS平台。本作是《勇者斗恶龙》系列的衍生作品。游戏采用了类似《我的世界》和《泰拉瑞亚》的收集和建造元素，并使用了體素的画面风格。
《勇者斗恶龙 建造者 来复兴阿雷夫加德》于2016年1月28日在日本地区发售，4月28日在台湾香港地区推出中文版，10月11日在北美地区发售、14日在欧洲发售；游戏的PlayStation 3版本仅在日本地区发售。
續作《勇者鬥惡龍 創世小玩家2 破壞神席德與空蕩島》於2018年發行。

## 情节与玩法
游戏设定地點為初代《勇者斗恶龙》的世界阿雷夫加德。在设定中，勇者落入了龙王的圈套被消灭（在初代《勇者斗恶龙》中勇者选择和龙王站在一边），且世界被怪物占据。玩家將扮演救世主重建这被荒废的世界。
媒体推测《勇者斗恶龙建造者》为勇者斗恶龙版《我的世界》。玩家从世界各地收集“原料”从头重建阿雷夫加德。初代游戏中史莱姆等怪物也会登场。
在到达龙王的面前時，同初代《勇者斗恶龙》一樣都有一个对话分支——和龙王站在一边或是和他对抗。如果玩家选择前者，游戏结束，勇者被杀，但這次是回到標題畫面而非游戏冻结。

## 开发
主人公由鸟山明设计。世界树迷宫制作者新納一哉导演游戏。

## 評價
游戏虽然在刚公布的时候被认为有抄襲《Minecraft》之嫌，在发售后受到了业界的多数好评和肯定。截止至2016年12月1日，游戏在全球范围内获得110万份的销量成绩。

## 续作
2017年8月，史克威尔艾尼克斯在“勇者斗恶龙夏祭 2017”上正式公布了本作的续作《勇者斗恶龙 建造者2》。本作将登陆PlayStation 4和任天堂Switch平台。